# Juan Bravo Lasprilla
Juan Bravo Lasprilla (Burgos, c. 1603 - Cartagena, 17 de agosto de 1663) fue un eclesiástico español.

## Biografía
Estudió artes y teología en la Universidad de Alcalá, pasando después a la Universidad de Santa Catalina en Burgo de Osma, de la que también fue rector; fue canónigo magistral de la catedral de Burgos, de donde salió como becado en el Colegio Mayor del Arzobispo de la universidad de Salamanca, en el que fue rector y catedrático de Durando.
Habiendo rechazado la administración del Real Hospital de Villafranca Montes de Oca y el obispado de Aquila en el reino de Nápoles, fue nombrado obispo de Lugo en 1652, de León en 1659 y de Cartagena en 1662.
| Predecesor: Francisco de Torres       | Obispo de Lugo 1652 – 1659        | Sucesor: Andrés Girón          |
| Predecesor: Juan López de Vega        | Obispo de León 1660 – 1662        | Sucesor: Mateo Segade Bugueiro |
| Predecesor: Andrés Bravo de Salamanca | Obispo de Cartagena 1662 – 1663 † | Sucesor: Mateo Segade Bugueiro |